# Generalstaatsanwaltschaft Osttimors

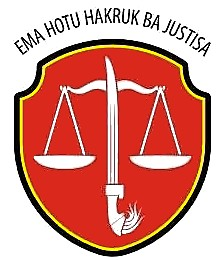
Logo der Generalstaatsanwaltschaft

Die Generalstaatsanwaltschaft Osttimors (offiziell: Procuradoria Geral da República, deutsch Generalstaatsanwaltschaft der Republik, auch Ministério Público/Ministério públiku) ist die höchste Autorität in der Staatsanwaltschaft Osttimors. Sie hat ihren Sitz im Stadtteil Colmera der Landeshauptstadt Dili.

## Die Behörde

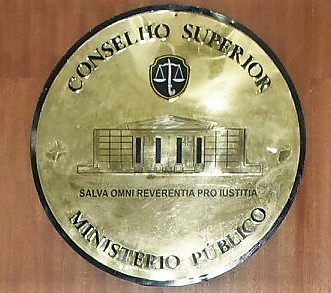
Conselho Superior Minsterio Público

Die Generalstaatsanwaltschaft umfasst den Generalstaatsanwalt, seinen Stellvertreter, den Obersten Rat (Conselho Superior) der Staatsanwälte und den technischen und administrativen Dienst. Die Leitung hat der  Generalstaatsanwalt.
Die Generalstaatsanwaltschaft dient der Verteidigung des demokratischen Rechts. Sie  leitet, koordiniert und beaufsichtigt die Staatsanwaltschaft. Die Generalstaatsanwaltschaft ernennt und setzt Staatsanwälte ab, überträgt Aufgaben, fördert und entlastet sie und würdigt auch berufliche Verdienste von Staatsanwälten. Ebenso führt sie gegebenenfalls Disziplinarmaßnahmen gegen Staatsanwälte durch. Die Regierung Osttimors wird von der Generalstaatsanwaltschaft beraten über die Rechtmäßigkeit von Verträgen und gibt auf Wunsch Stellungnahmen zu juristischen Fragen ab. Vorschläge zu legislativen Maßnahmen, zur Effizienz der Strafverfolgung und der Verbesserung der Justizbehörden werden über den Justizminister an die Regierung abgegeben. Bei Unklarheiten, Mängel und Widersprüchen in Gesetzestexten informiert die Generalstaatsanwaltschaft über das Justizministerium das Nationalparlament Osttimors. Verfahren und Tätigkeiten der Kriminalpolizei wird von der Generalstaatsanwaltschaft überwacht.

## Generalstaatsanwalt

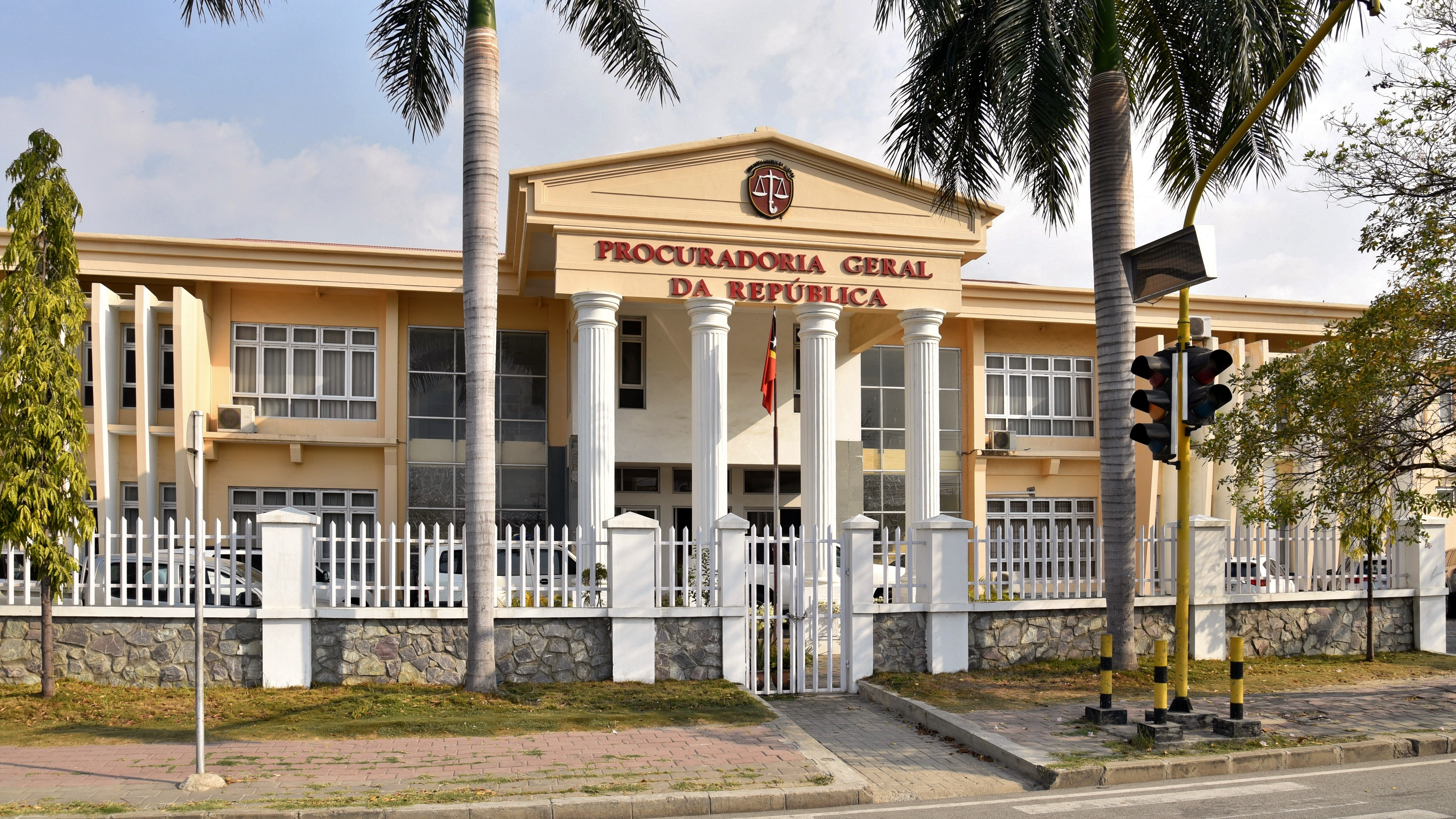
Sitz der Generalstaatsanwaltschaft in Colmera

Der Generalstaatsanwalt wird vom Staatspräsidenten ernannt, nach Rücksprache mit Regierung. Der Generalstaatsanwalt wird aus den Reihen verdienter Juristen ausgewählt und hat eine Amtszeit von vier Jahren. Die Amtszeit kann einmalig um weitere vier Jahre verlängert werden.
Der Generalstaatsanwalt leitet die Generalstaatsanwaltschaft und repräsentiert sie vor Gericht. Er kann das Tribunal de Recurso de Timor-Leste, das oberste Gericht des Landes, anrufen, um die Verfassungsmäßigkeit von Gesetzen zu prüfen. Dazu beantwortet der Generalstaatsanwalt Anfragen des Staatspräsidenten und gibt einen jährlichen Bericht an das Nationalparlament. Der Generalstaatsanwalt ruft den Obersten Rat der Staatsanwälte ein und leitet seine Sitzung. Die Regierung weist der Generalstaatsanwalt über den Justizminister auf notwendige Maßnahmen hin zur Einhaltung der Verfassung. Zudem steht der Generalstaatsanwalt den Staatsanwälten der Republik und der Gemeinden vor. Dazu kommen die allgemeinen Aufgaben der Generalstaatsanwaltschaft.
| Name                  | Bild | Amtszeit                        | Anmerkungen |
| --------------------- | ---- | ------------------------------- | ----------- |
| Longuinhos Monteiro   |      | 2001–2009                       |             |
| Ana Pessoa Pinto      |      | 26. März 2009 – 27. März 2013   | [ 3 ]       |
| José da Costa Ximenes |      | 11. April 2013 – 28. April 2021 | [ 3 ]       |
| Alfonso Lopez         |      | 28. April 2021 – 2025           | [ 3 ]       |
| Nelson de Carvalho    |      | seit 13. Mai 2025               | [ 4 ]       |

## Vize-Generalstaatsanwalt

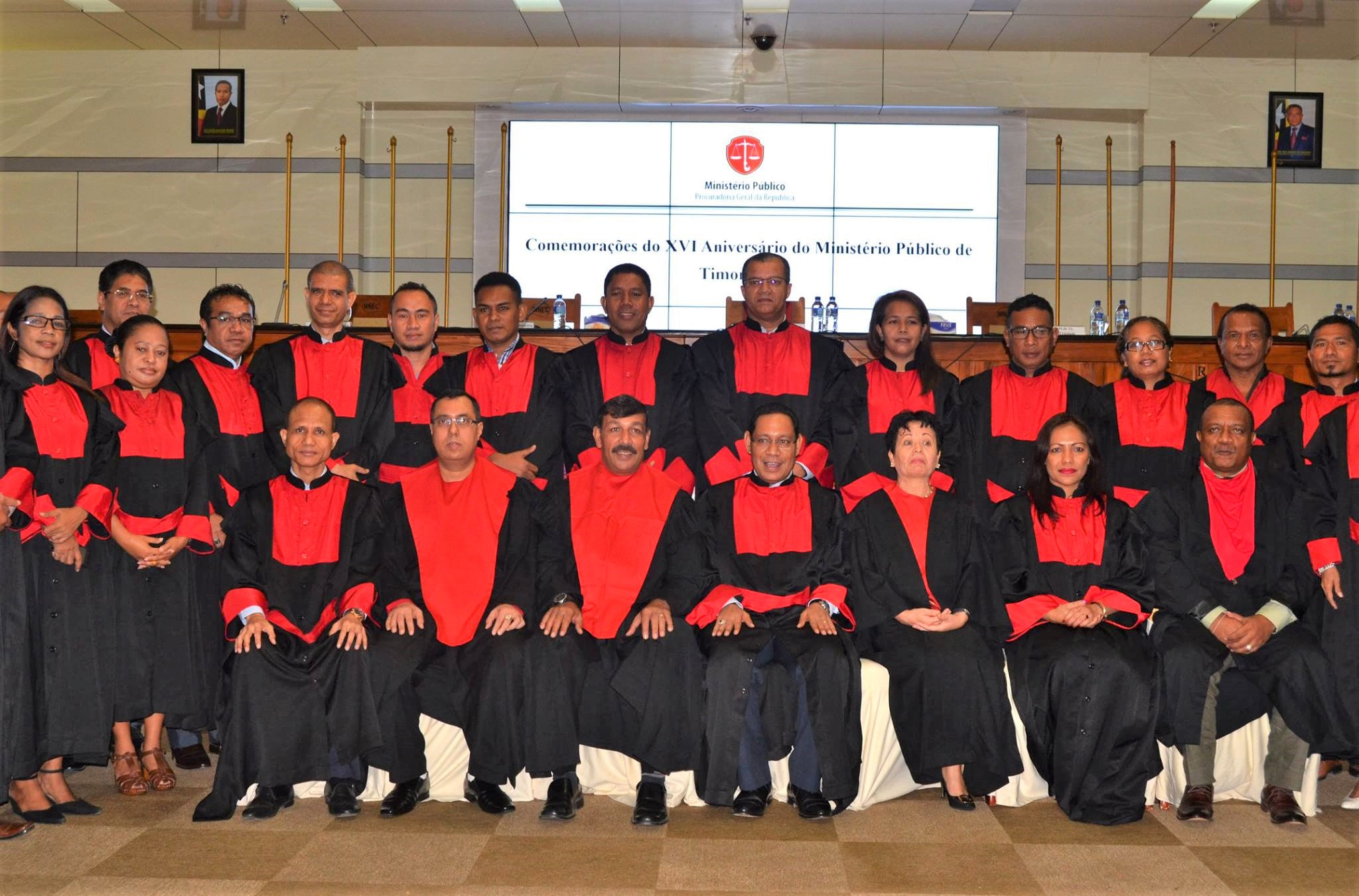
Staatsanwälte Osttimors (2016)

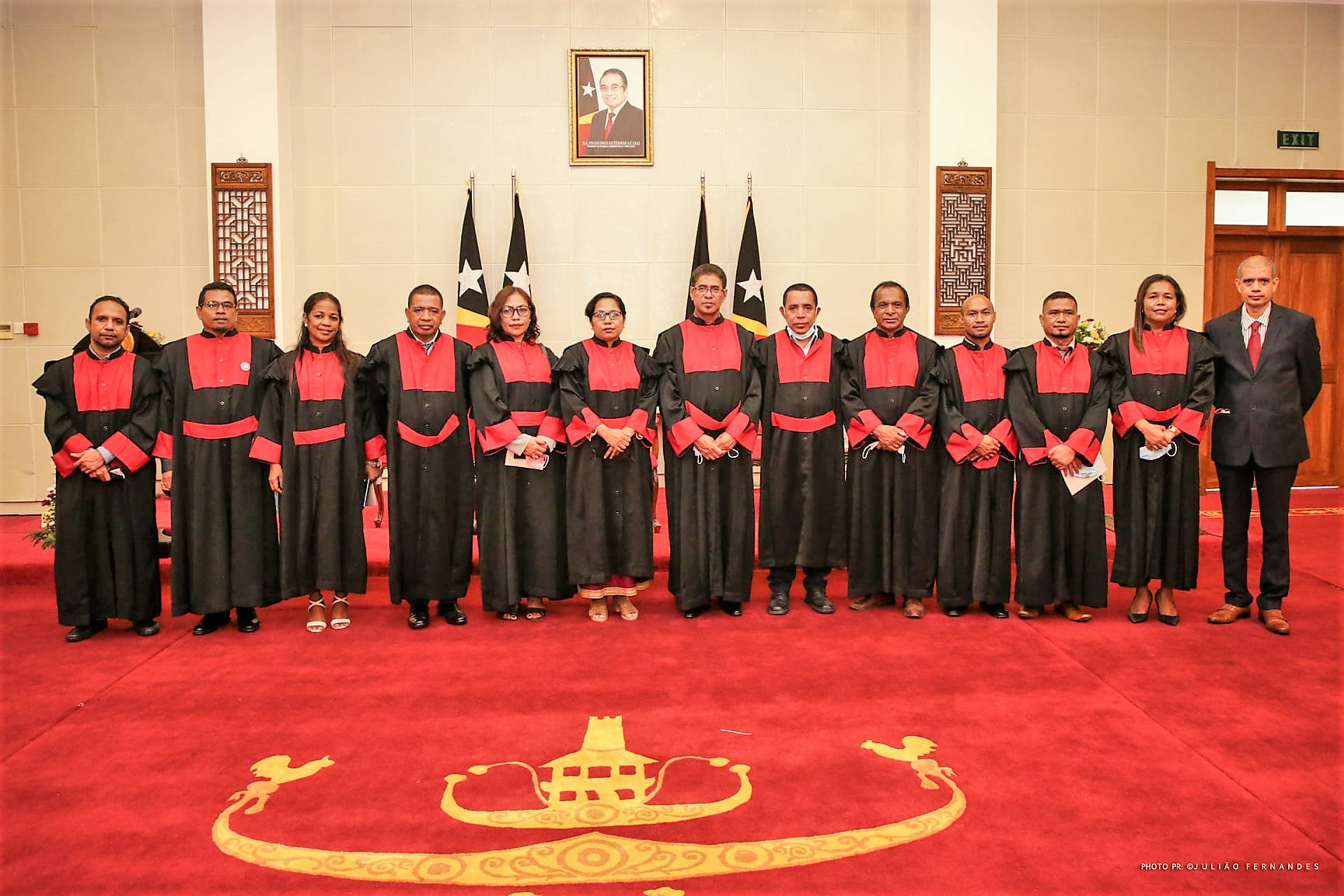
Staatsanwälte Osttimors (2021)

In Abwesenheit wird der Generalstaatsanwalt durch den ältesten Vize-Generalstaatsanwalt vertreten.
- Amândio de Sá Benevides, 2001–2005[5]
- Ivo Jorge Valente, 2006–2009[5]
- Vicente Fernandes e Brito, 2009–2012[5]
- Zélia Trindade, 2012–2018[5]
- Alfonso Lopez, 4. Dezember 2018 – 28. April 2021[6]
- Remízia de Fátima da Silva (5. November 2021 – 2024)[7]
- Nelson de Carvalho (bis 2023)[3]
- Pascásio de Rosa Alves (seit 2024)[4]